# La Trinidad, Encarnación de Díaz
La Trinidad är en ort i Mexiko.   Den ligger i kommunen Encarnación de Díaz och delstaten Jalisco, i den centrala delen av landet, 400 km nordväst om huvudstaden Mexico City. La Trinidad ligger 1 997 meter över havet och antalet invånare är 287.
Terrängen runt La Trinidad är platt norrut, men söderut är den kuperad. Runt La Trinidad är det ganska tätbefolkat, med 56 invånare per kvadratkilometer. Närmaste större samhälle är Cuautitlán, 10,7 km nordost om La Trinidad. Trakten runt La Trinidad består i huvudsak av gräsmarker.